# Dario Della Valle
Dario Della Valle (ur. 31 marca 1899 w Roccasecca, zm. w 1944) – włoski bokser wagi półśredniej, olimpijczyk.
Reprezentował Włochy w boksie na Letnich Igrzyskach Olimpijskich 1920, które odbyły się w Antwerpii, zajmując 17. miejsce.